# José Benlliure Gil
José Benlliure y Gil (Cabanyal, 1 de outubro de 1855 — Valência, 5 de abril de 1937) foi um pintor e ilustrador realista e costumbrista espanhol.

## Biografia

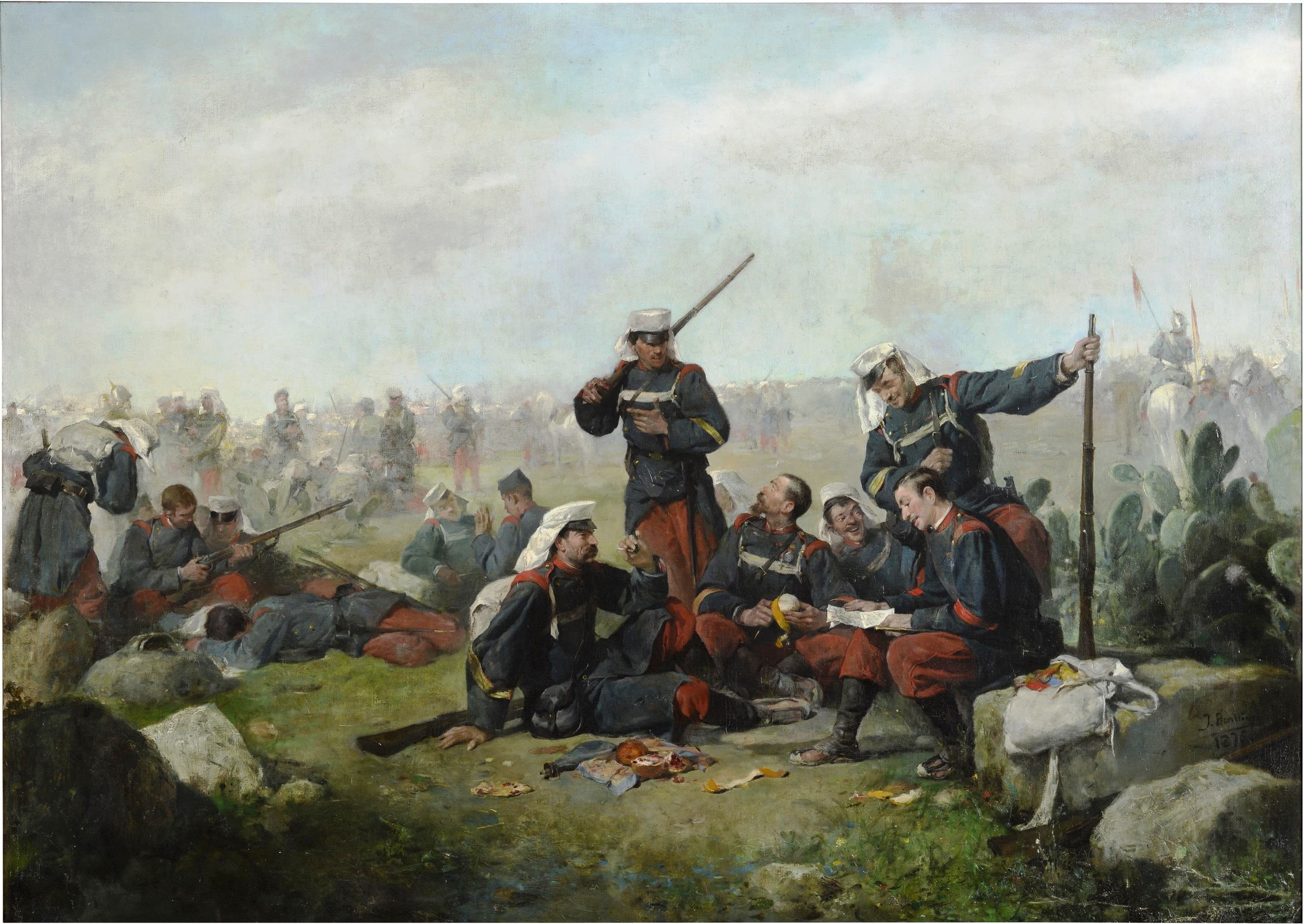
O descanso da marcha, exposta no Museu do Prado, em Madrid

Nasceu no bairro de Canyamelar, em Valência, irmão do também pintor Mariano Benlliure. Após estudar em Roma, ganhou, em Madrid, a sua primeira medalha pelo quadro A Visão do Coliseu.
Pertenceu à Real Academia de Belas-Artes de São Fernando, em Madrid, à de São Lucas, em Roma, à de Brera, em Milão, entre outros, e, em 1901, assumiu a direcção da Academia de Belas Artes de Espanha, em Roma, período em que a sua carreira artística e reconhecimento nacional e internacional iam a bom ritmo.
Pintou, durante toda a sua vida, 66 quadros, dos quais se destacam O descanso da marcha, exposta no Museu do Prado, em Madrid, e O mês de Maria em Valência, exposta na Alte Pinakothek, em Munique.

## Galeria

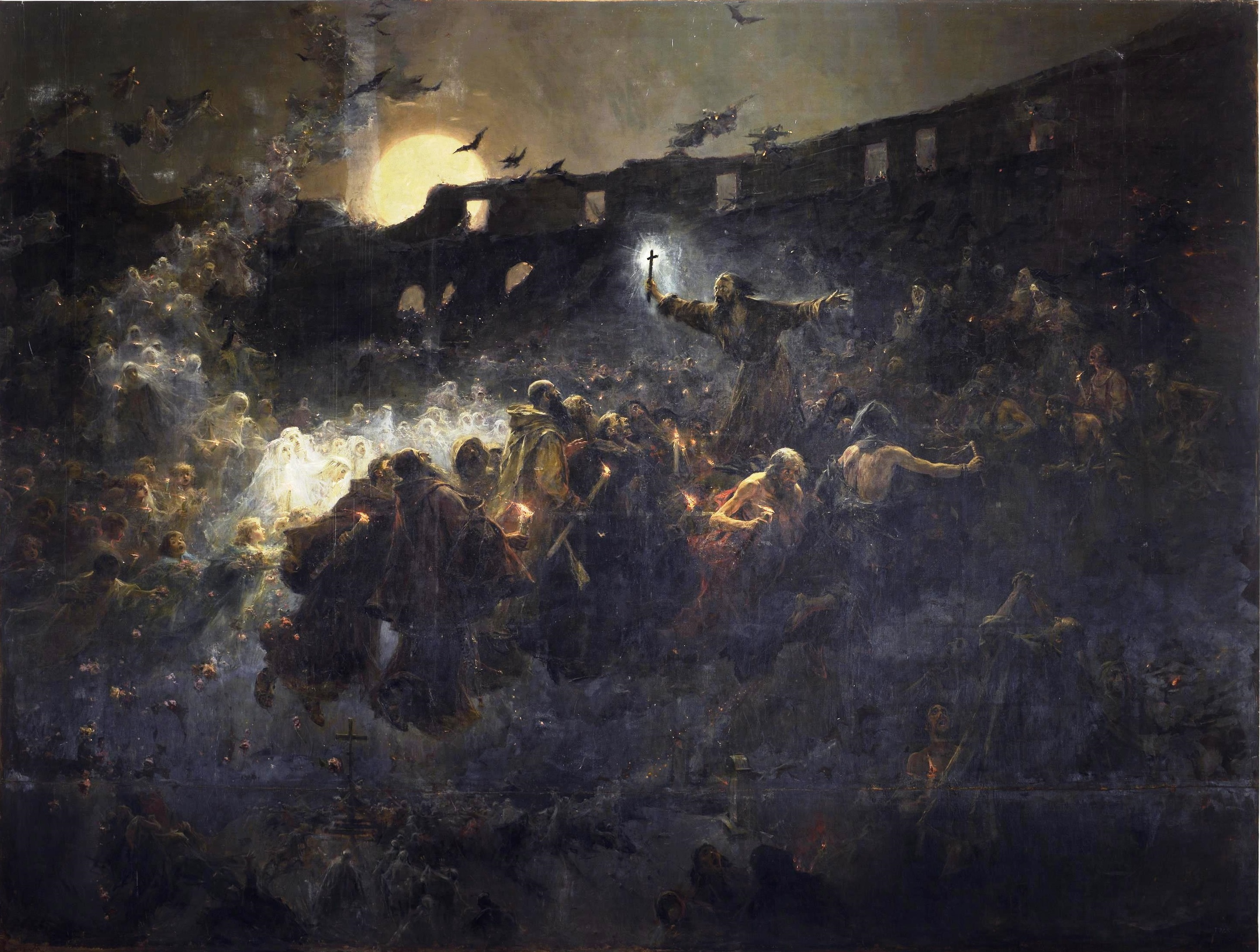
A Visão do Coliseu (1885), mostrando o mártir Santo Almáquio.
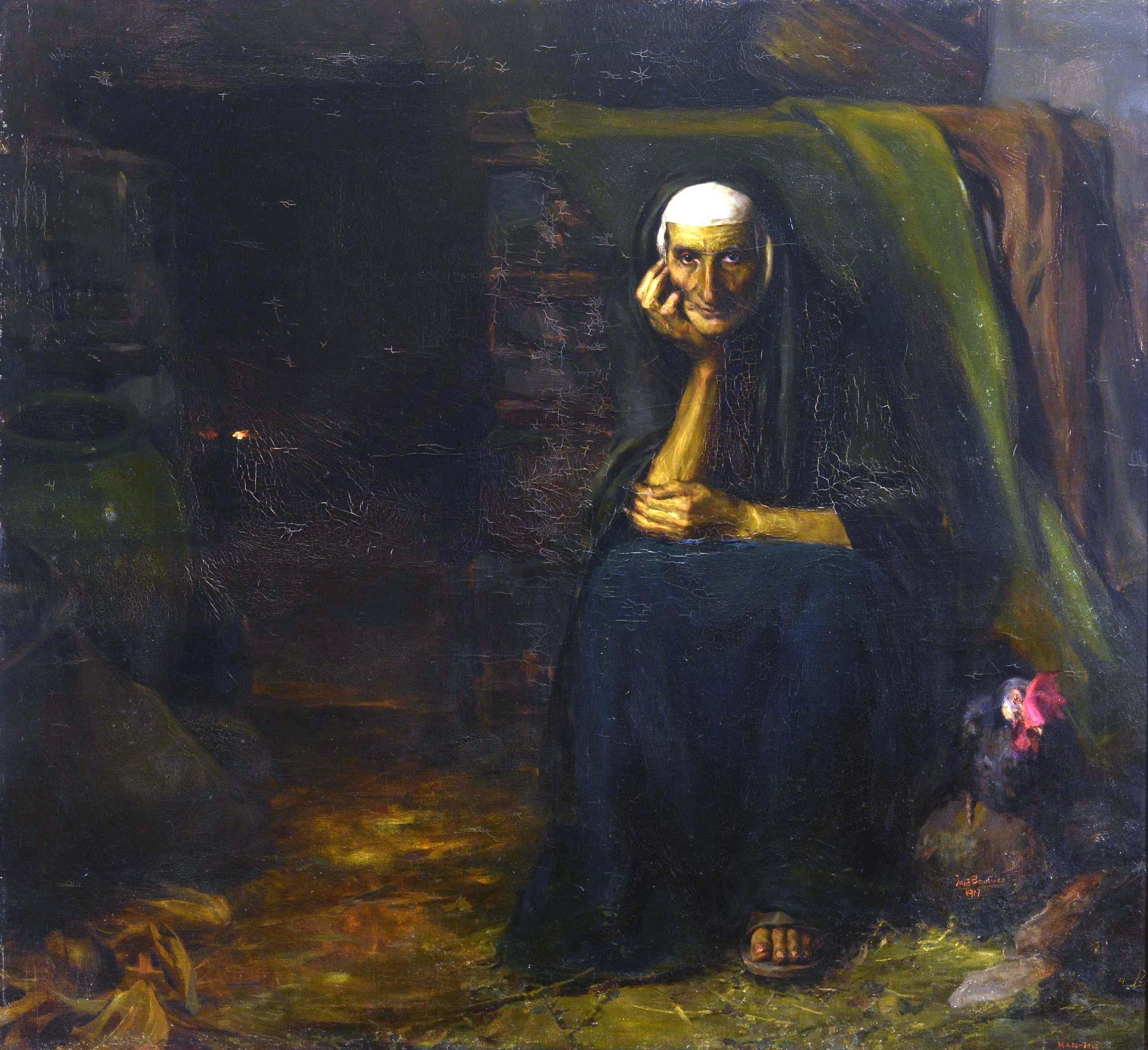
A Vidente
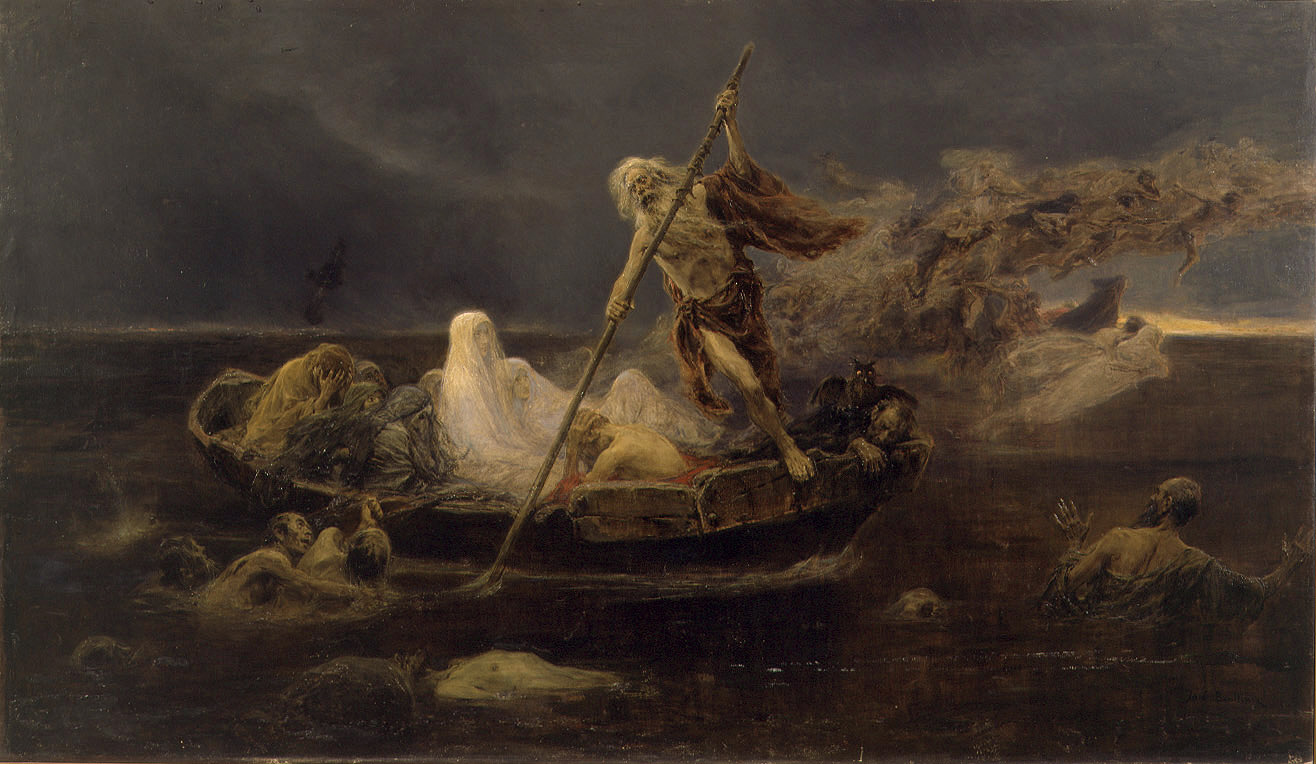
A Barca de Caronte (1919)
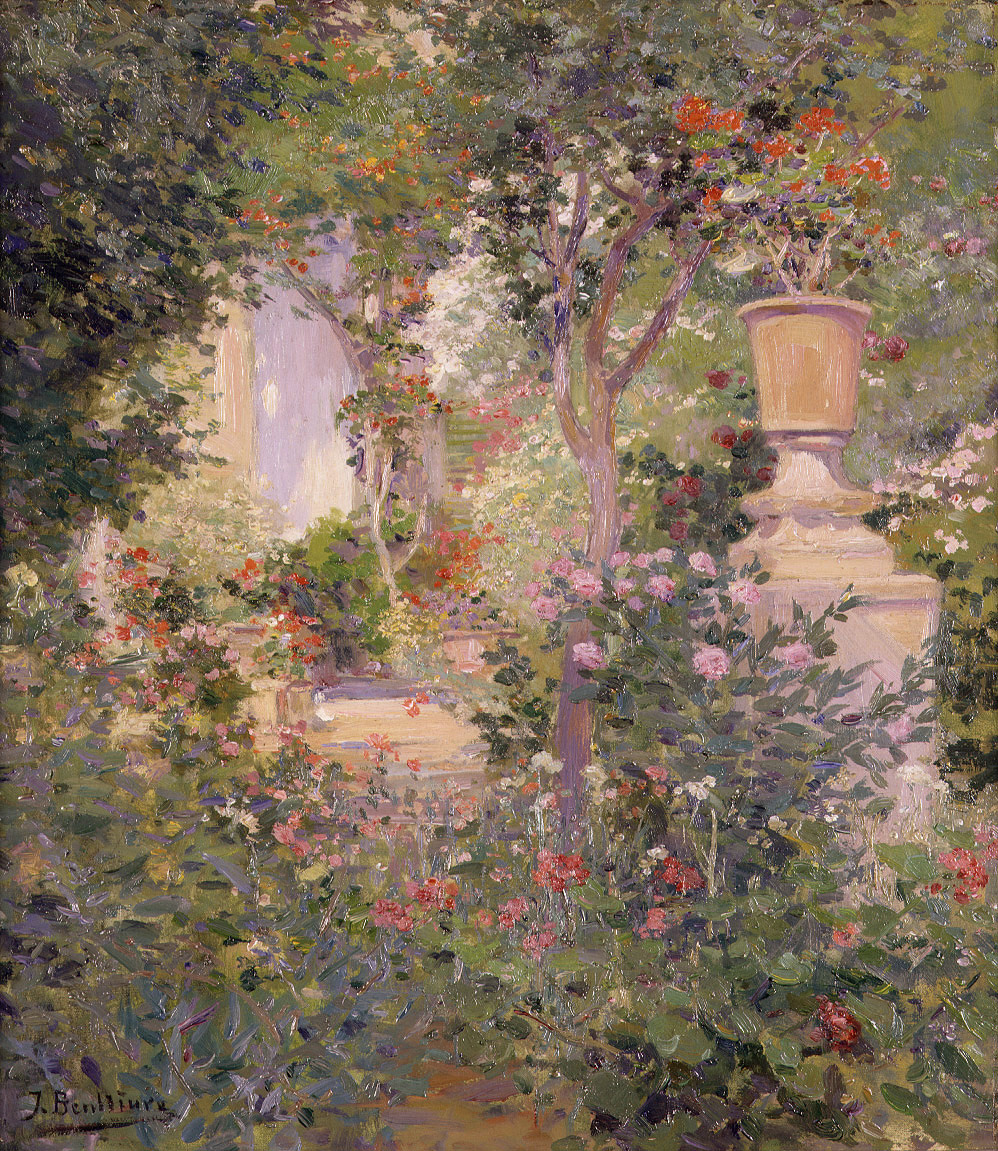
Retrato do jardim do pintor
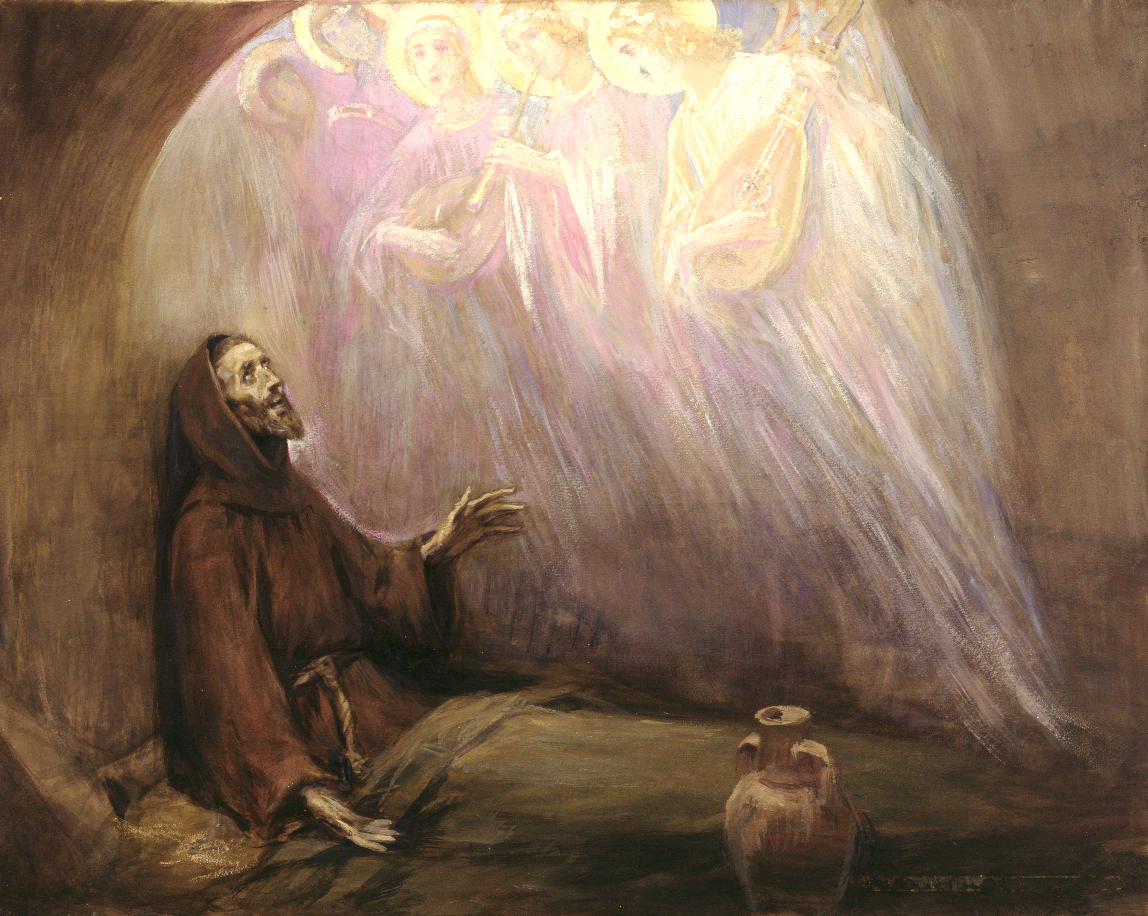
Um coral de anjo, com suas melodias, afasta as tristezas de Francisco de Assis
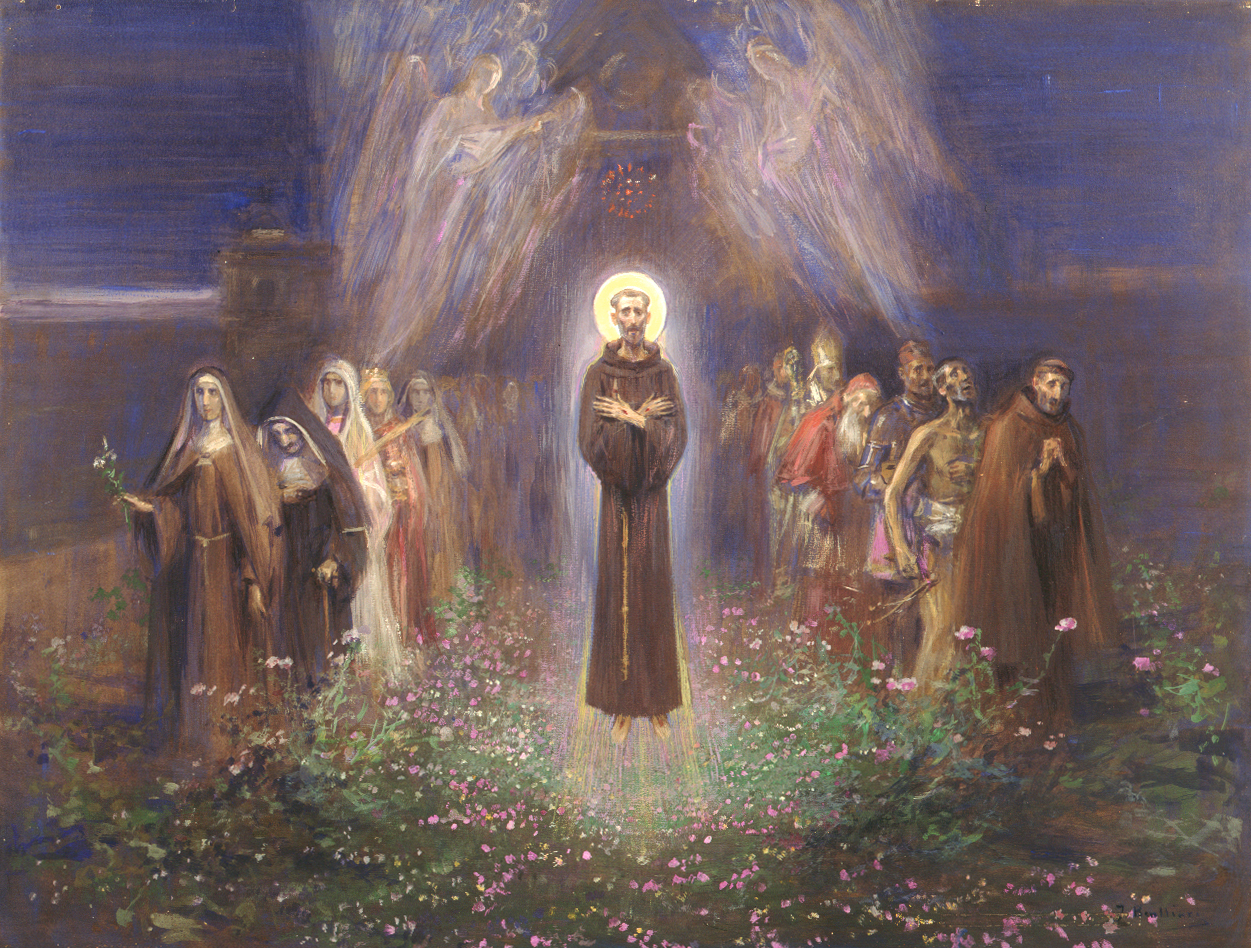
São Francisco sobe à glória em companhia de seus discípulos e devotos
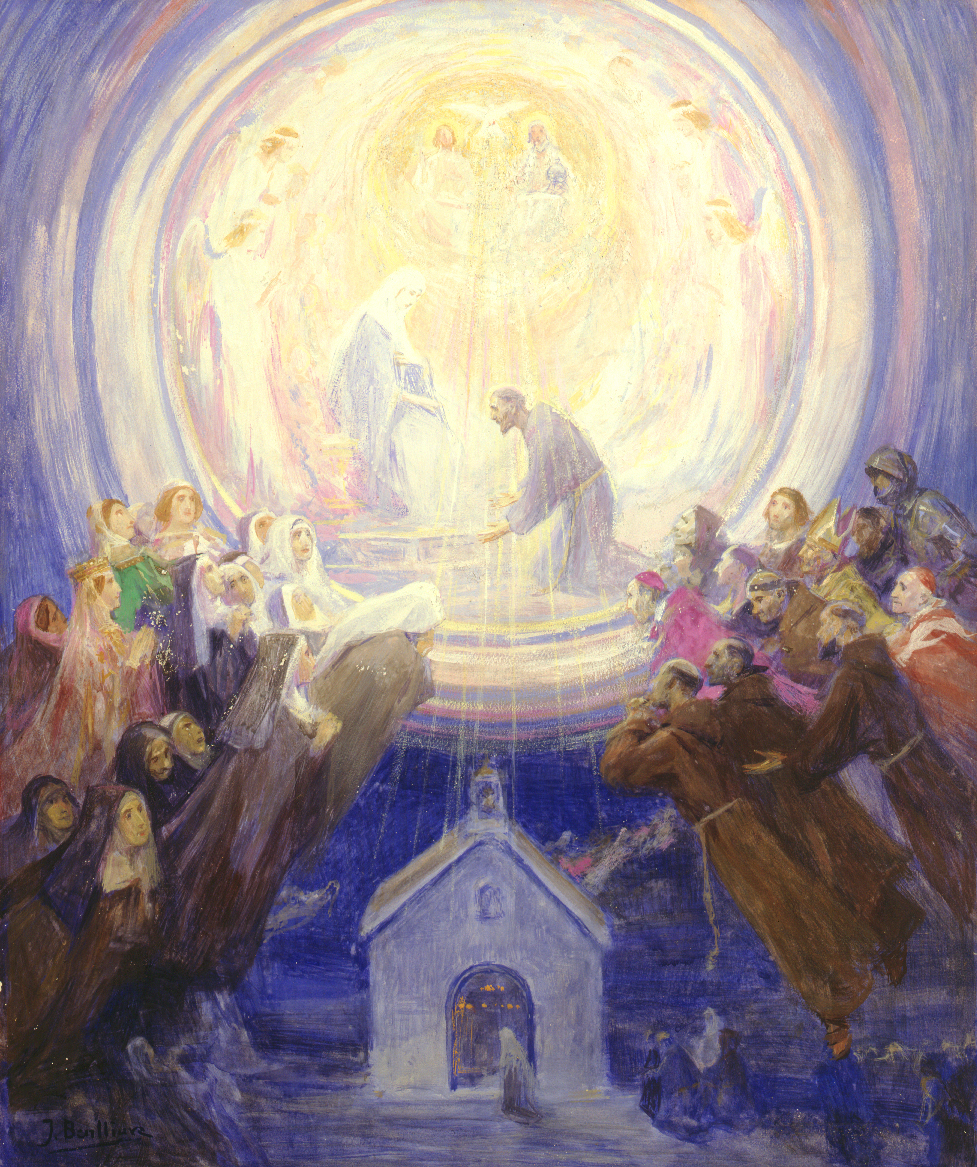
Apoteose do glorioso Patriarca São Francisco de Assis
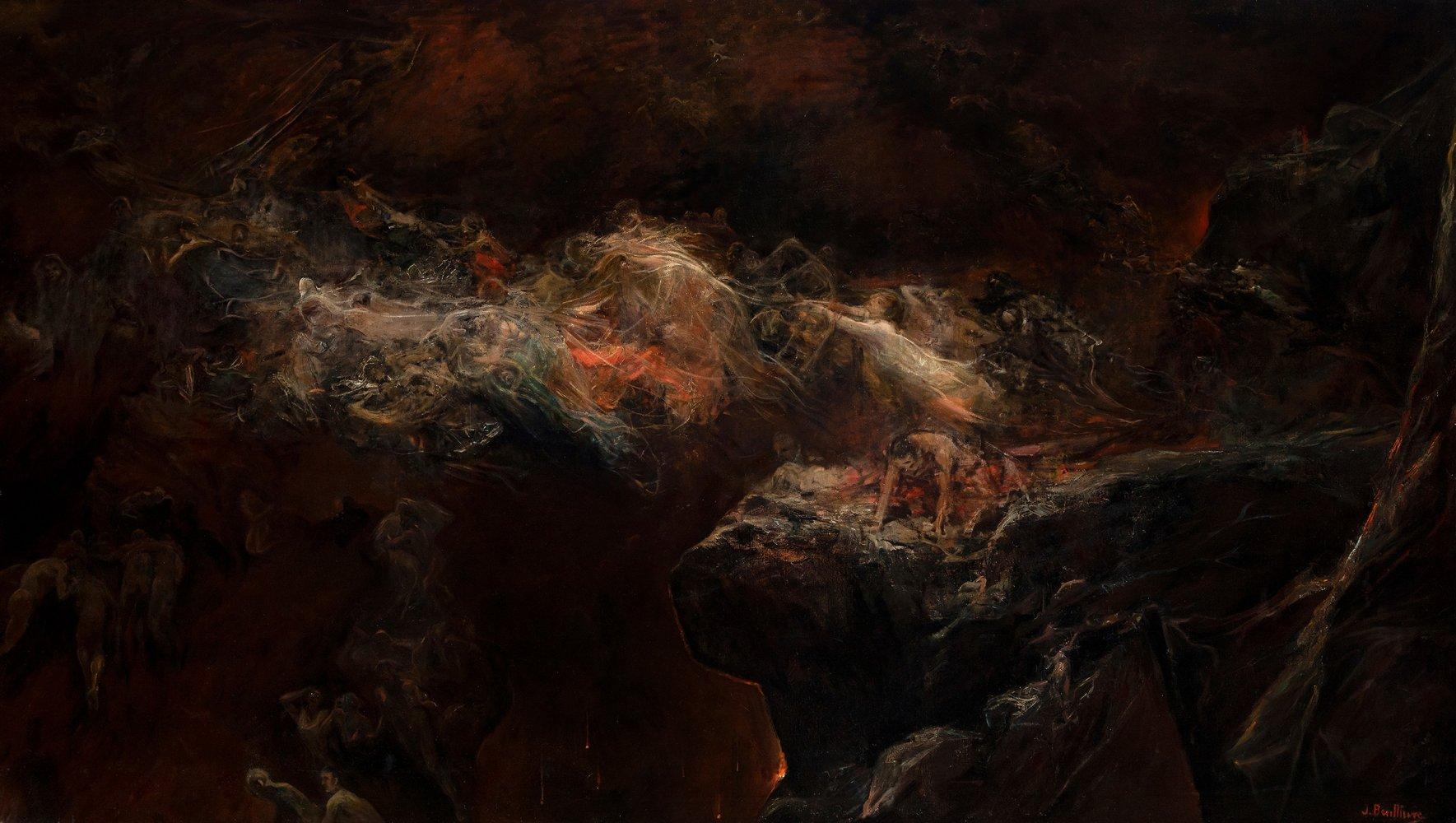
Francesca da Rimini (c. 1890)
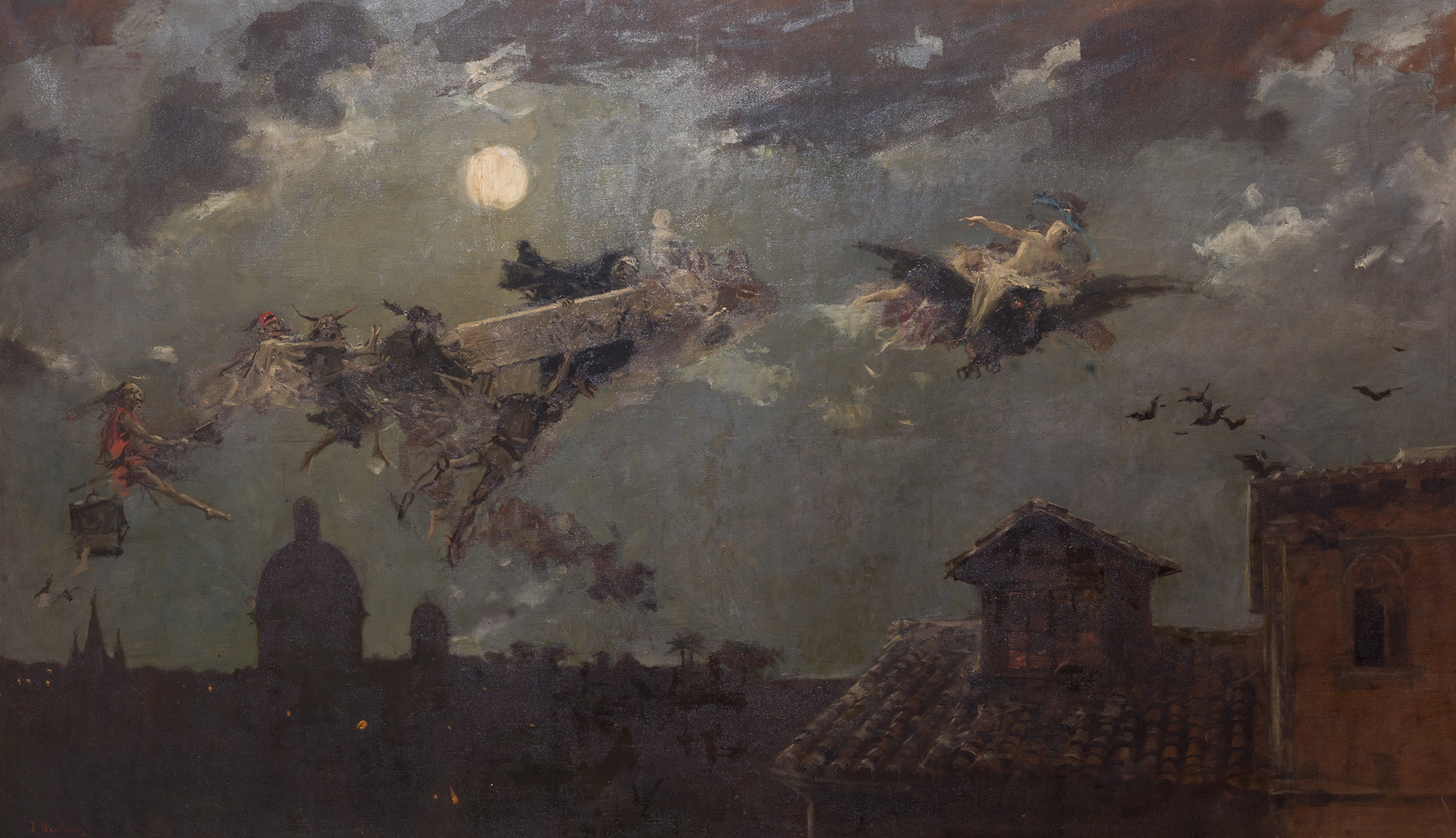
As bruxas (c. 1879)
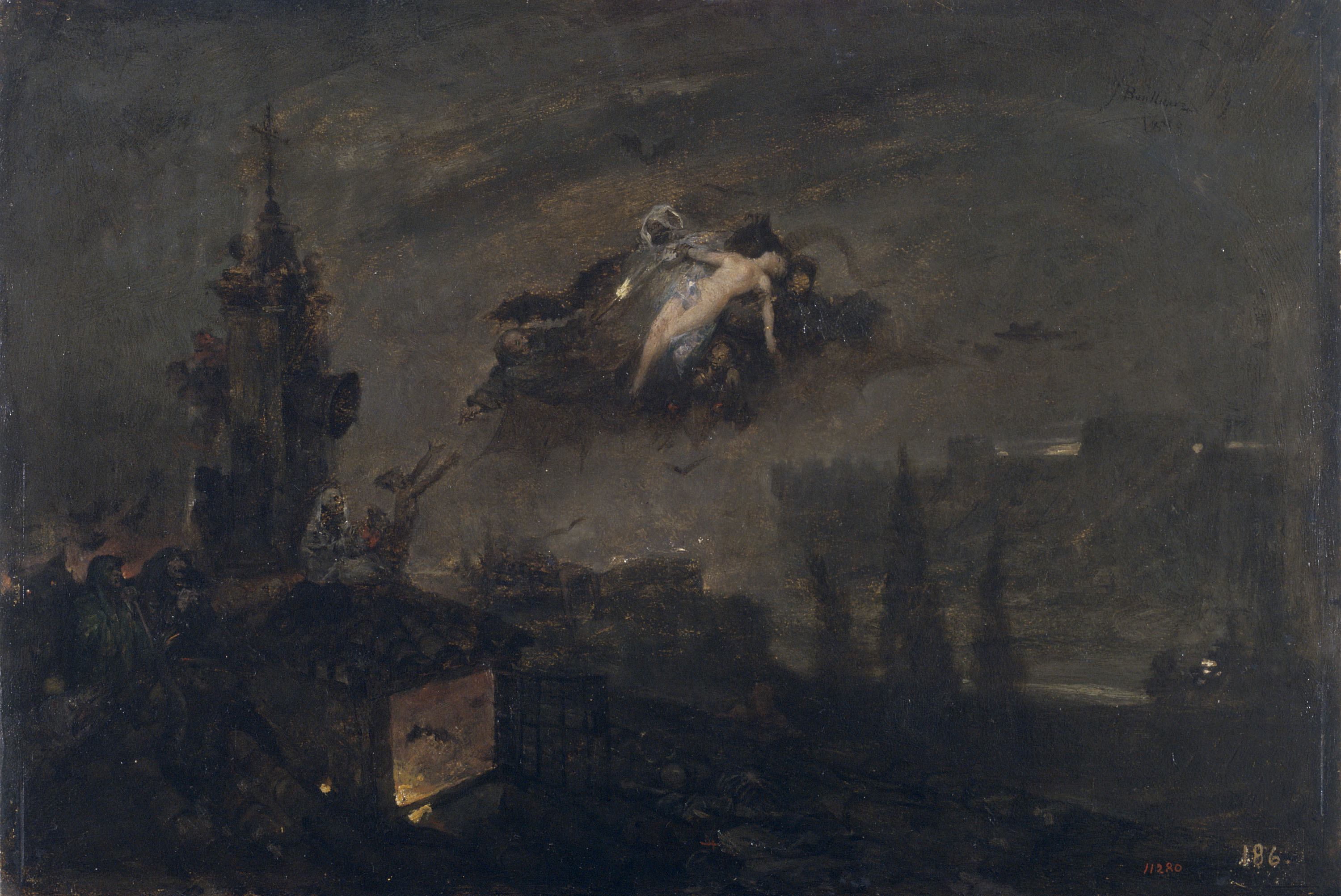
As bruxas do campanário (1878)
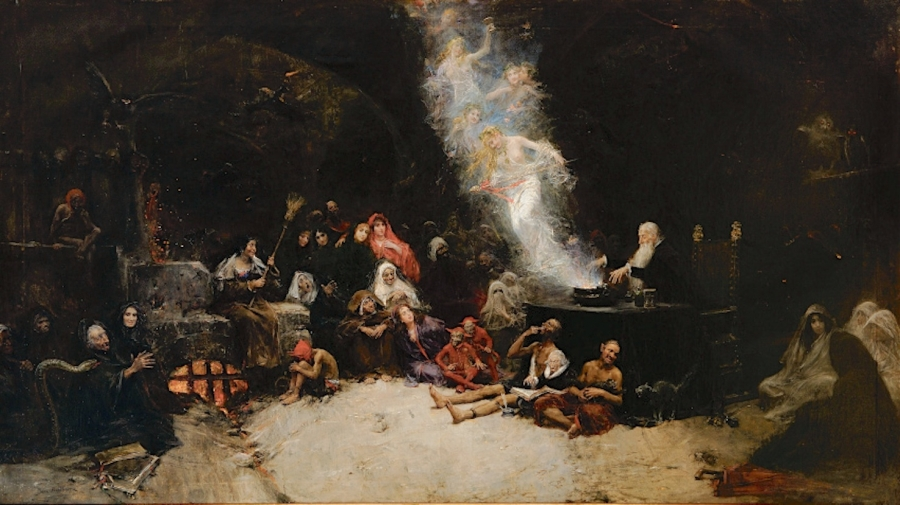
Aquelarre de bruxas (1876)
Carnaval em Roma (1881)
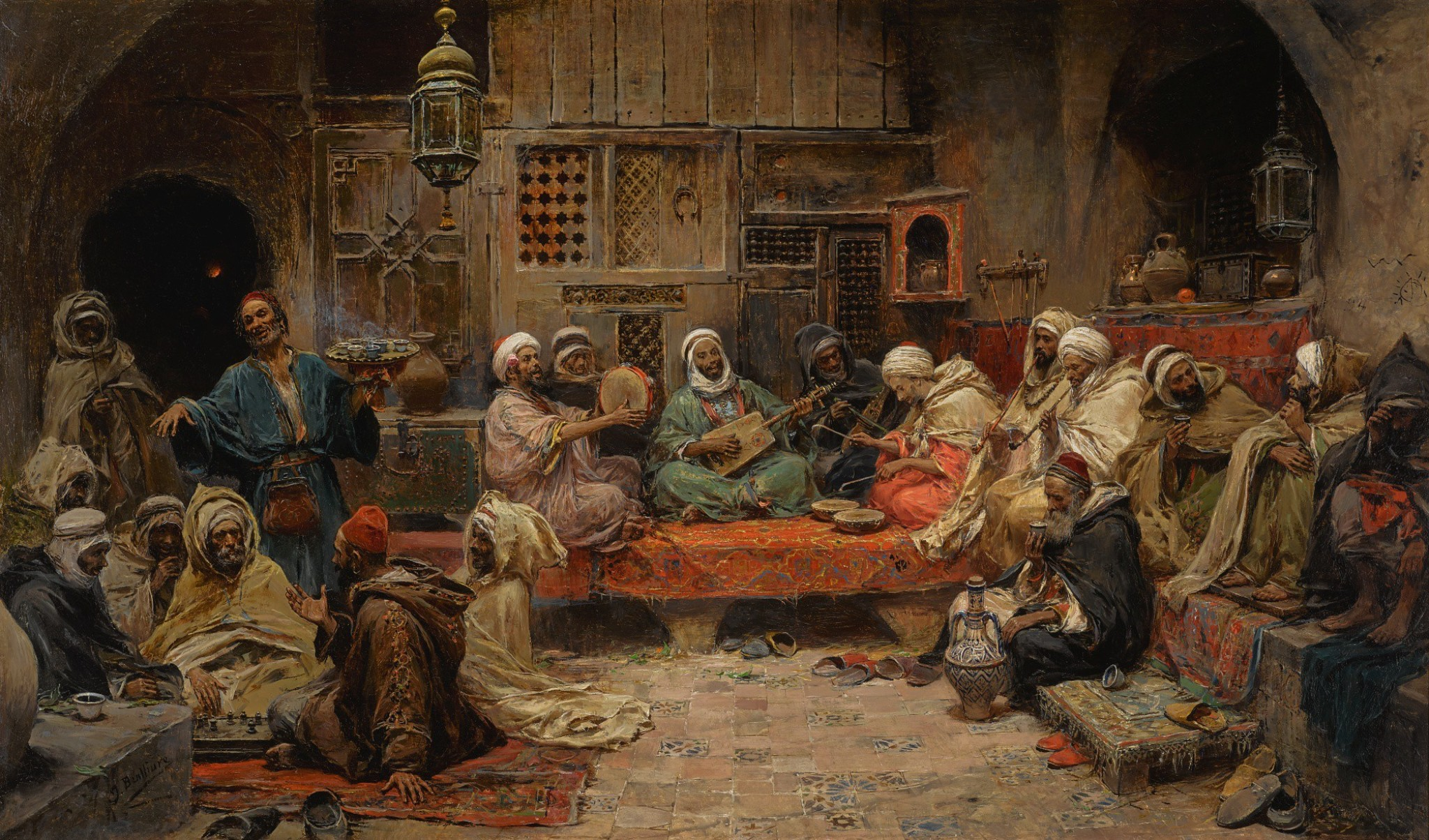
Dentro de uma Cafeteria, Túnis